# Даренко Вадим Всеволодович
Вадим Всеволодович Даренко (нар. 16 жовтня 1949) — радянський футболіст-аматор та український футбольний тренер.

## Кар'єра гравця
У футбол грав в аматорських клубах, найвідомішим серед яких був знам'янський «Локомотив» (1980—1982).

## Кар'єра тренера
Тренерську діяльність розпочав 1975 року. Спочатку тренував дітей у кіровоградській ДЮСШ, а згодом став заступником директора цієї школи. У 1984—1987 роках допомагав тренувати кіровоградську «Зірку». Потім зайняв посаду директора кіровоградської ДЮСШ. У 1997 році допомагав тренувати юнацька збірна України (U-16). У 1998 році виїхав до Лівії, де допомагав Олександру Лисенку тренувати місцевий клуб «Аль-Іттіхад» (Триполі). У 2000–2004 роках працював у Державній авіаційній академії України в Кіровограді, де керував студентською командою з футболу Ікар-МАКБО (Кіровоград). У серпні 2004 року призначений головним тренером кіровоградської «Зірки», якою керував до кінця 2004 року. Потім прийняв запрошення приєднатися до тренерського штабу запорізького «Металурга», в якому очолював дублюючий склад та другу команду. З 2010 по 2012 рік працював директором молодіжної академії «Металурга» (Запоріжжя). У 2012 році повернувся до Кіровограду, де очолив молодіжну академії місцевої «Зірки». 15 січня 2015 року знову приєднався до тренерського штабу «Зірки», в якому пропрацював до кінця 2016 року. Зараз працює в УАФ членом комітету юнацького футболу.

## Досягнення

### Індивідуальні
- Найкращий тренер Кіровоградської області (2): 2000, 2001

### Відзнаки
- Заслужений працівник фізичної культури та спорту України (2008)